# Arnold's Cove
Arnold's Cove es un pueblo canadiense situado en la provincia de Terranova y Labrador.

## Superficie
Arnold's Cove tiene una superficie de 5,25 km².

## Demografía
En 2021, tenía 964 habitantes, una densidad poblacional de 183,8 hab./km², y 547 viviendas.